# Onthophagus knulli
Onthophagus knulli là một loài bọ cánh cứng trong họ Bọ hung (Scarabaeidae).